# マガダン時間
|  | UTC+2  | MSK-1 | カリーニングラード時間 (KALT) |
|  | UTC+3  | MSK   | モスクワ時間 (MSK)            |
|  | UTC+4  | MSK+1 | サマラ時間 (SAMT)             |
|  | UTC+5  | MSK+2 | エカテリンブルク時間 (YEKT)   |
|  | UTC+6  | MSK+3 | オムスク時間 (OMST)           |
|  | UTC+7  | MSK+4 | クラスノヤルスク時間 (KRAT)   |
|  | UTC+8  | MSK+5 | イルクーツク時間 (IRKT)       |
|  | UTC+9  | MSK+6 | ヤクーツク時間 (YAKT)         |
|  | UTC+10 | MSK+7 | ウラジオストク時間 (VLAT)     |
|  | UTC+11 | MSK+8 | マガダン時間 (MAGT)           |
|  | UTC+12 | MSK+9 | カムチャツカ時間 (PETT)       |

マガダン時間（マガダンじかん、Magadan Time - MAGT）は、協定世界時 (UTC) を11時間進ませたロシアの標準時 (UTC+11)である。

## 歴史
2010年3月28日のサマータイム開始と同時にカムチャツカ時間が廃止され、それまでカムチャッカ時間を用いていたカムチャツカ地方、チュクチ自治管区でもマガダン時間を用いることとなった。
もともとはUTC+11であり、夏時間では協定世界時より12時間進み（UTC+12）、マガダン夏時間(マガダンなつじかん、Magadan Summer Time - MAGST)と呼ばれていたが、2011年3月27日に夏時間で協定世界時より12時間進み、そのまま夏時間廃止で季節にかかわらずUTC+12固定となった。
国民の不満を受けて2014年7月22日にウラジーミル・プーチン大統領が標準時を冬時間に戻す法案に署名したことにより、同年10月26日よりロシアの時間帯の変更が行われ、カムチャツカ時間とサマラ時間が復活、マガダン州の標準時がウラジオストク時間 (UTC+10)に変更されたことにより、マガダン時間は廃止された。
2014年10月26日からはサハ共和国東部とサハリン州の一部 (2016年3月27日からはサハリン州全体)でスレドネコリムスク時間としてUTC+11を用いていたが、2016年4月24日にマガダン州の標準時がウラジオストク時間からUTC+11に変更された際に当標準時が復活し、スレドネコリムスク時間は廃止された。

## 採用しているロシアの地域
- サハ共和国 (東部)
  - アビー地区
  - アライホフ地区（ロシア語版）
  - モマ地区（ロシア語版）
  - ニジニコリムスク地区（ロシア語版）
  - スレドネコリムスク地区（ロシア語版）
  - ヴェルフネコリムスク地区（ロシア語版）

- サハリン州
- マガダン州

## 関連
- ロシア時間